# Participantes da Volta a Espanha de 2008
Estes são as 19 equipas e 171 ciclistas que participaram na Volta a Espanha de 2008, disputada entre 30 de agosto e 21 de setembro. 131 terminaram a corrida, sendo Caisse d'Epargne, Ag2r-La Mondiale, Xacobeo Galicia e Astana os únicos que completaram a prova com seus 9 corredores.

## Lista de participantes
| N.º | Corredor          | Pos.  |
| 1   | Carlos Sastre     | 3º    |
| 2   | Alexandr Kolobnev | 40º   |
| 3   | Iñigo Custa       | 37º   |
| 4   | Jurgen Vão Goolen | 16º   |
| 5   | Juan José Haedo   | AB-15 |
| 6   | Karsten Kroon     | 72º   |
| 7   | Matti Breschel    | 48º   |
| 8   | Michael Blaudzun  | 82º   |
| 9   | Volodymyr Gustov  | 44º   |

| N.º | Corredor          | Pos. |
| 11  | Rinaldo Nocentini | 23º  |
| 12  | José Luis Arrieta | 55º  |
| 13  | Renaud Dion       | 113º |
| 14  | Hubert Dupont     | 32º  |
| 15  | John Gadret       | 18º  |
| 16  | Julien Loubet     | 70º  |
| 17  | Lloyd Mondory     | 120º |
| 18  | Stéphane Poulhies | 128º |
| 19  | Alexandre Usov    | 123º |

| N.º | Corredor                | Pos.  |
| 21  | José Luis Carrasco      | 68º   |
| 22  | José Antonio Carrasco   | 65º   |
| 23  | José Antonio López Gil  | AB-13 |
| 24  | Francisco José Martínez | 122º  |
| 25  | Javier Moreno           | 21º   |
| 26  | Manuel Ortega           | 114º  |
| 27  | Juan Javier Estrada     | 83º   |
| 28  | Jesús Rosendo           | 116º  |
| 29  | José Ruiz Sánchez       | 53º   |

| N.º | Corredor          | Pos. |
| 31  | Alberto Contador  | 1º   |
| 32  | Andreas Klöden    | 20º  |
| 33  | Levi Leipheimer   | 2º   |
| 34  | Dmitriy Muravyev  | 131º |
| 35  | Assan Bazayev     | 130º |
| 36  | Benjamín Noval    | 62º  |
| 37  | Sérgio Paulinho   | 26º  |
| 38  | José Luis Rubiera | 22º  |
| 39  | Tomas Vaitkus     | 95º  |

| N.º | Corredor         | Pos.  |
| 41  | Dimitri Champion | 106º  |
| 42  | Stef Clement     | AB-7  |
| 43  | Aurélien Clerc   | AB-5  |
| 44  | Xavier Florencio | 36º   |
| 45  | Anthony Geslin   | AB-10 |
| 46  | Vincent Jerome   | 76º   |
| 47  | Arnaud Labbe     | 108º  |
| 48  | Alexandre Pichot | AB-10 |
| 49  | Olivier Bonnaire | 61º   |

| N.º | Corredor            | Pos. |
| 51  | Alejandro Valverde  | 5º   |
| 52  | David Arroyo        | 17º  |
| 53  | Chente García Deita | 119º |
| 54  | Imanol Erviti       | 99º  |
| 55  | Daniel Moreno       | 12º  |
| 56  | Alberto Losada      | 24º  |
| 57  | Luis Pasamontes     | 35º  |
| 58  | Joaquim Rodríguez   | 6º   |
| 59  | Xabier Zandio       | 50º  |

| N.º | Corredor          | Pos.  |
| 61  | Sylvain Chavanel  | AB-17 |
| 62  | Kevin de Weert    | 59º   |
| 63  | Leonardo Duque    | 67º   |
| 64  | Bingen Fernández  | 87º   |
| 65  | Maryan Hary       | AB-5  |
| 66  | David Moncoutié   | 8º    |
| 67  | Sébastien Minard  | 71º   |
| 68  | Nick Nuyens       | 78º   |
| 69  | Staf Scheirlinckx | AB-1  |

| N.º | Corredor           | Pos.  |
| 71  | Patrice Halgand    | AB-15 |
| 72  | Sébastien Hinault  | 64º   |
| 73  | Jeremy Hunt        | 107º  |
| 74  | Christophe Kern    | 112º  |
| 75  | Cyril Lemoine      | 100º  |
| 76  | Jean Marc Marino   | AB-8  |
| 77  | Gabriel Rasch      | 86º   |
| 78  | Nicolas Roche      | 13º   |
| 79  | Yannick Talabardon | 31º   |

| N.º | Corredor        | Pos.  |
| 81  | Igor Antón      | AB-13 |
| 82  | Mikel Astarloza | 28º   |
| 83  | Koldo Fernández | 94º   |
| 84  | Iñigo Landaluze | 63º   |
| 85  | Egoi Martínez   | 9º    |
| 86  | Alan Pérez      | 69º   |
| 87  | Rubén Pérez     | 41º   |
| 88  | Amets Txurruka  | 45º   |
| 89  | Iván Velasco    | 51º   |

| N.º | Corredor           | Pos.  |
| 91  | Sandy Casar        | 19º   |
| 92  | Mickael Delage     | 103º  |
| 93  | Rémy Di Gregorio   | 80º   |
| 94  | Philippe Gilbert   | AB-18 |
| 95  | Sébastien Joly     | AB-17 |
| 96  | Matthieu Ladagnous | 89º   |
| 97  | Gianni Meersman    | AB-12 |
| 98  | Jelle Vanendert    | 101º  |
| 99  | Francis Mourey     | 96º   |

| N.º | Corredor          | Pos.  |
| 101 | Davide Rebellin   | AB-14 |
| 102 | Mathias Frank     | AB-13 |
| 103 | Oscar Gatto       | 127º  |
| 104 | Sebastian Lang    | 79º   |
| 105 | Tom Stamsnijder   | 88º   |
| 106 | Stephan Schreck   | AB-12 |
| 107 | Stefan Schumacher | AB-19 |
| 108 | Heinrich Haussler | AB-19 |
| 109 | Oliver Zaugg      | 11º   |

| N.º | Corredor             | Pos. |
| 111 | Ezequiel Mosquera    | 4º   |
| 112 | Carlos Castaño       | 38º  |
| 113 | Gustavo César Veloso | 29º  |
| 114 | Gustavo Domínguez    | 84º  |
| 115 | David García         | 14º  |
| 116 | David Ferreiro       | 47º  |
| 117 | Serafín Martínez     | 90º  |
| 118 | Iam Mayoz            | 39º  |
| 119 | Eduard Vorganov      | 60º  |

| N.º | Corredor           | Pos.  |
| 121 | Damiano Cunego     | AB-16 |
| 122 | Alessandro Ballan  | AB-15 |
| 123 | Emanuele Bindi     | 129º  |
| 124 | Marzio Bruseghin   | 10º   |
| 125 | Marco Marzano      | 25º   |
| 126 | Massimiliano Mori  | 124º  |
| 127 | Danilo Napolitano  | AB-12 |
| 128 | Mauro Santambrogio | 121º  |
| 129 | Paolo Tiralongo    | 27º   |

| N.º | Corredor           | Pos.  |
| 131 | Daniele Bennati    | AB-10 |
| 132 | Valerio Agnoli     | 110º  |
| 133 | Claudio Corioni    | 97º   |
| 134 | Enrico Franzoi     | 98º   |
| 135 | Filippo Pozzato    | AB-19 |
| 136 | Manuel Quinziato   | AB-18 |
| 137 | Ivan Santaromita   | 125º  |
| 138 | Gorazd Stangelj    | 109º  |
| 139 | Alessandro Vanotti | 75º   |

| N.º | Corredor           | Pos.  |
| 141 | Paolo Bettini      | AB-19 |
| 142 | Carlos Barredo     | AB-7  |
| 143 | Tom Boonen         | AB-18 |
| 144 | Juan Manuel Gárate | 15º   |
| 145 | Wouter Weylandt    | 118º  |
| 146 | Davide Vigano      | 93º   |
| 147 | Andrea Tonti       | AB-18 |
| 148 | Matteo Tosatto     | AB-18 |
| 149 | Kevin Van Impe     | 126º  |

| N.º | Corredor            | Pos.  |
| 151 | Óscar Freire        | AB-13 |
| 152 | Mauricio Ardila     | AB-15 |
| 153 | Juan Antonio Flecha | 74º   |
| 154 | Dmitry Kozontchuk   | 54º   |
| 155 | Robert Gesink       | 7º    |
| 156 | Pedro Horrillo      | 117º  |
| 157 | Marc de Maar        | 56º   |
| 158 | Grischa Niermann    | 30º   |
| 159 | Theo Eltink         | 77º   |

| N.º | Corredor           | Pos. |
| 161 | Yaroslav Popovych  | 52º  |
| 162 | Dominique Cornu    | 46º  |
| 163 | Bart Dockx         | 111º |
| 164 | Pieter Jacobs      | 91º  |
| 165 | Olivier Kaisen     | 92º  |
| 166 | Matthew Lloyd      | AB-9 |
| 167 | Roy Sentjens       | 33º  |
| 168 | Maarten Tjallingii | 58º  |
| 169 | Greg Van Avermaet  | 66º  |

| N.º | Corredor           | Pos.  |
| 171 | Erik Zabel         | 49º   |
| 172 | Volodymyr Dyudya   | AB-7  |
| 173 | Artur Gajek        | AB-15 |
| 174 | Andriy Grivko      | 42º   |
| 175 | Matej Jurčou       | 81º   |
| 176 | Christian Kux      | AB-19 |
| 177 | Fabio Sabatini     | 102º  |
| 178 | Sebastian Schwager | 115º  |
| 179 | Martin Velits      | 73º   |

| N.º | Corredor                | Pos.  |
| 181 | Mijaíl Ignátiev         | 104º  |
| 182 | Ivan Rovny              | AB-16 |
| 183 | Nikita Eskov            | 57º   |
| 184 | Evgeni Petrov           | 43º   |
| 185 | Vasil Kiryienka         | 34º   |
| 186 | Pável Brutt             | 105º  |
| 187 | Walter Fernando Pedraza | 85º   |
| 188 | Ricardo Serrano         | AB-4  |
| 189 | Nikolay Trusov          | AB-7  |